# Spadaite
La spadaite è un minerale.